# حزب طليعة لبنان العربي الاشتراكي
حزب طليعة لبنان العربي الاشتراكي هو امتداد الجناح العراقي لحزب البعث العربي الاشتراكي ومرتبط تنظيميا بالقيادة القومية في العراق، قبل حرب الخليج والوصاية السورية على لبنان كانت رخصة الحزب باسم حزب البعث العربي الاشتراكي ولكن سحبت الرخصة ومنح الاسم للبعث السوري ورافق حل الحزب الكثير من الاضطهادات للحزبيين من قبل المخابرات السورية كما امتدت الاضطهادات لتشمل المناطق الشيعية حيث نفوذ حركة امل وحزب الله حيث أن أغلب البعثيين العراقيين من أبناء الطائفة الشيعية.

## مرحلة الحرب الاهلية
كان الحزب آنذاك في صفوف الحركة الوطنية تحت قيادة كمال جنبلاط إلى جانب احزاب يسارية اممية:الحزب الشيوعي، منظمة العمل الشيوعي واحزاب وطنية اشتراكية:الحزب التقدمي الاشتراكي وتنظيمات قومية عربية كالمرابطون اضافتا لتنظيمات ناصرية أخرى صغيرة والبعث السوري الذي انسحب اثرالخلافات بين النظام السوري والحركة الوطنية، كما كان في صفوف الحركة الحزب السوري القومي الاجتماعي، كانت الحركة في موقع العداء للاحزاب اليمينية الساعية للبنان منعزل مسيحي في المقابل كانت الحركة الوطنية تطرح مشروع علماني عروبي للبنان، اصطدمت الحركة إلى جانب منظمة التحرير الفلسطينية بالجبهة اللبنانية (اليمين المسيحي) عسكريا وحققت انتصارات لوجستية مهمة ولكن التدخل العسكري السوري اوقف هذه الانتصارات، لم يكن للبعث العراقي مليشيا خاصة به إلا أن مقاتليه كانوا منخرطين في صفوف جبهة التحرير العربية التنظيم الفلسطيني للحزب وقد خاضوا ضمن صفوف الجبهة معارك امام اليمين المسيحي المتمثل بشكل أساسي بالقوات اللبنانية كما وشارك أعضاء الحزب من خلال جبهة التحرير بعمليات ذات طابع كمي ونوعي في جنوب لبنان وشمال إسرائيل ضد الجيش والمستعمرات الإسرائيلية كما والتحق الكثير من الحزبيين قيادةً وقاعدة إلى صفوف الجيش العراقي وشاركوا في الحرب العراقية الإيرانية وقتل الكثير منهم واعتقل آخرون ومنهم من فاقت مدة اعتقالهم العشرين سنة كالشاعر عمر شبلي ومنهم من صفي ضمن عمليات تصفية متبادلة في لبنان بين البعث العراقي وحركة امل الشيعية المتحالفة مع سوريا وإيران وكان أبرز ضحايا التصفيات الشاعر موسى شعيب أحد أبرز شعراء النهضة العربية وهو جنوبي من بلدة الشرقية، كما شارك مقاتلو الحزب ضمن جبهة التحرير العربية بمقاومة الاجتياح الإسرائيلي وسقط لهم الكثير من الشهداء، دخل الحزب في صراعات مسلحة مع إسلاميين متشددين في طرابلس متمثليين بالتوحيد الإسلامي الاخوانية الخلفية ووصل النزاع إلى الهجوم وقذف منزل الدكتور عبد المجيد الرافعي الأمين القطري للحزب، شارك مقاتلو الحزب إلى جانب الفلسطينيين في حرب المخيمات بمواجهة حركة امل وقد شهدت المخيمات معارك عنيفة بين البعثيين وحركة امل

## في عهد الوصاية السورية
تم حل الحزب ومصادرة املاكه وهرب الكثير من قياداته إلى بغداد واعتقل عدد من قادته وقاعدته في السجون السورية، وابتعد كثير من محازبيه قسرا عن الحزب وبقي بعض رفاق الامس متواصليين مع بعضهم في الظل من خلال بعض الانشطة الاجتماعية، وكان لافتا فوزهم على حزب الله وحركة امل في انتخابات أحد فروع الجامعة اللبنانية تحت اسم الحزب المحظور.

## ما بعد خروج الجيش السوري
بعد اغتيال رفيق الحريري وخروج الجيش السوري عاد الحزب إلى الواجهة وحصل على ترخيص باسم حزب طليعة لبنان العربي الاشتراكي.وشارك في الانتخابات النيابية في عدة دوائر وكانت أبرز نتائجه في الشمال حيث نال امينه القطري عبد المجيد الرافعي ما يقارب ال100000 صوت وكان أول الخاسرين، لم ينخرط الحزب في متاهة السياسة اللبنانية ولم يتبنى طروحات 14 آذار أو8 آذار بل كان في الموقع الوسطي الرافض للتدخل الإيراني من جهة والأمريكي من جهة أخرى، هناك تواصل بينه وبين احزاب علمانية أخرى أبرزها الحزب الشيوعي ولكنه ليس تواصل ممنهج ومؤسساتي، وقيادة الحزب تدعوا وتسعى لاعادة احياء الحركة الوطنية كمشروع وطني علماني، عزف الحزب عن المشاركة في انتخابات 2009 لرفضه لقانون الانتخابات ونظرا للوضع الطائفي المحتقن

## واقع الحزب الديمغرافي والجماهيري
هناك تراجع للنفوذ والشعبية والاستقطاب لكل الاحزاب العلمانية على الساحة اللبنانية، ولكن وجودها الفعلي أكبر بكثير من واقعها التمثيلي ودورها في مراكز القرار، ولعدم تمثيلها الفعلي عدة أسباب منها سبب طبيعي وموضوعي وهو عدم تمركزها في منطقة معينة وامتدادها على امتداد الوطن وسبب سياسي وهو قوانين الانتخابات المتعاقبة القائمة على النظام الاكثري مما يعزز مواقع امراء الطوائف، فمن الواضح ان العلمانيين هم القوة الاضعف على الساحة اللبنانية وهي حقيقة يعترف بها العلمانيون قبل غيرهم إلا أن هذا لا يعني انهم بدون قوة جماهيرية، فمثلا الحزب السوري القومي وهو ثاني أكبر الاحزاب العلمانية واقواها تنظيميا يقدر عدد محازبيه ب90000 والحزب الشيوعي ب10000 وهذا العدد يرجع لواقعه المتردي تنظيميا وليس جماهيريا، ورغم القوانين الغير ملائمة لهذه الاحزاب فهنالك 5 نواب علمانيين في مجلس النواب ويتوقع ان يزيد في الانتخابات القادمة ما بين 9 إلى 10 نواب، اما حزب طليعة لبنان فعدد محازبيه يبلغ حوالي8000 اضافتا لآلاف أخرى من غير المنظمن وهو ممتد على كافة الأراضي اللبنانية امانسبة الطوائف من مجمل محازبيه فيحتل الشيعة الصدارة ومن ثم السنة وهنالك عدد لايستهان به من الدروز والمسيحيين، وتعتبر طرابلس والبقاع الغربي والجنوب أبرز معاقله وربما يكون تواجده الاضعف في العاصمة بيروت، ويلاحط انه بعد اعدام صدام شهد الحزب نسبة استقطاب لا باس بها من الشباب.

## البعد الايديولوجي
يجب أن نميز بين الإسلام كمظهر ديني وبين الإسلام كثقافة عربية (ميشال عفلق -مؤسس حزب البعث) فتفهم عقيد البعث الإسلام كثقافة عربية وليس لاهوت اوفقه فحزب البعث حزب علماني يفصل بين الدين والسياسة واهدافه هي الوحدة والحرية والاشتراكية، فعلى الصعيد السياسي لا يمكن تصنيف البعث الا بفئة اليسار فهو حزب اشتراكي وقوميته هي ذات طابع تحرري ومفهومها ثقافي حضاري وليس عنصري أو شوفيني امأعلى المستوى السياسي فهناك من يتهم الحزب بالشوفنية تجاه الاقليات العرقية في البلاد التي حكمها اما العراق حيث المرجعية القيادية لحزب طليعة لبنان فقد انحرفت القيادة عن القيم العلمانية فيما بعد حرب الخليج حيث ربطت بين الإسلام والعروبة حتى وان اقتصر الربط حيز الأدبيات فيما سمي بالحملة الايمانية، فيما بعد الاحتلال واعدام صدام ومن ثم استلام عزت الدوري لقيادة الحزب وتحالفه مع إسلاميين وتبنيه ادبياتهم ساهم باثارة بعض القيادات العقائدية في الحزب وكان أحد الأسباب الجوهرية في انشقاق الحزب إلى جناحين جناح الأحمد ذو البعد العلماني وجناح الدوري الديني المظاهر وان كان الدوري يقول انه ما زال على علمانيته ويبرر بعض قيادات الدوري هذا المنحى بانه لأسباب براغماتيكية لوجستية لا عقائدية، رغم أن القيادة اللبنانية للحزب تعترف بشرعية الدوري فان ادبياتها مغايرة لادبياته فهي ما زالت من اشد المطالبين بالعلمنة وفي أكثر من مضمار ترفض الربط بين الدين والسياسة.

## اعلام وقادة الحزب
- عبد المجيد الرافعي (نائب سابق في البرلمان)
- راضي فرحات
- الشاعر موسى شعيب
- الشاعر عمر شبلي
- الشاعر جعفر إبراهيم
- معن بشور (فصل من الحزب ابان حكم صدام وعاد بعد حرب الخليج الثانية مقربا من رفاق الامس)
- الياس فرح (مفكر)
- جبران مجدلاوي
- نقولا الفرزلي
- بشارة مرهج (نائب سابق ومفصول من الحزب)
- محمود إبراهيم
- واصف الحركة عضو قيادة قطرية

## مواضيع ذات صلة
- حزب البعث العربي الاشتراكي
- حزب البعث العراقي
- جبهة التحرير العربية
- ميشيل عفلق